# Andreas Geritzer
Andreas Geritzer (Vienna, 11 dicembre 1977) è un ex velista austriaco.

## Palmarès
Olimpiadi
- 1 medaglia:
  - 1 argento (Atene 2004 nella categoria Laser)